# Gyana Vajra
Khondung Gyana Vajra Rinpoche (Dehradun, 5 de julio de 1979) es un maestro budista tibetano que se desempeña como el actual 43.º Sakya Trizin desde el año 2022.
Gyana Vajra fue entronizado como cabeza de la escuela Sakya (una subrama del Budismo Tibetano) el 16 de marzo de 2022.

## Nacimiento
Es hijo de Gongma Trichen Rinpoché — 41.º Sakya Trizin y Gyalyum Tashi Lhakyi, es el hermano menor de Ratna Vajra, el anterior 42.º Sakya Trizin.
Nació el día auspicioso del Gurú Padmasambhava, recibió el nombre tibetano de Yeshe Dorje (Sabiduría Inquebrantable, Indestructible) y le fue dibujada en la lengua la sílaba raíz DHRI,  sonido del Buda de la Sabiduría, esta práctica se realiza a todos los descendientes de la familia Khon.

## Educación
A sus 4 años comienza su educación formal a cargo de su padre, en 1992 a sus 12 aprueba la práctica del ritual de Vajrakilaya. El año 2018 completa sus estudios de la divinidad de Jevajra.
Curso estudios en Sakya Center y Sakya College; recibió enseñanzas de S. S. el dalái Lama, Deshung Rinpoché III, Chogye Trichen Rinpoché, Khenchen Appey Rinpoché, Luding Khenchen Rinpoché, Yetsun Kushok Chimey, Luding Khen Rinpoché y el 42.º Sakya Trizin.

## Familia
El año 2008, se casó con Dagmo Sonam Palkyi, sobrina del maestro terton nyingma Namkha Drimed Rinpoché. Tienen tres hijos, Yetsunma Ngawang Tsejin Lhamo (n. 2011), Khondung Siddharth Vajra Rinpoché (n. 2014) y Dungsey Siddhant Vajra (n. 2019).